# Dorothée-Marie de Saxe-Gotha-Altenbourg (1654-1682)
Pour les articles homonymes, voir Dorothée-Marie de Saxe-Gotha-Altenbourg.
Dorothée-Marie de Saxe-Gotha-Altenbourg (12 février 1654 à Gotha – 17 juin 1682 à Gotha), est une princesse allemande membre de la Maison de Wettin de la branche Ernestine de Saxe-Gotha-Altenbourg.
Elle est la douzième enfant et quatrième fille de Ernest Ier de Saxe-Gotha et d'Élisabeth-Sophie de Saxe-Altenbourg, la seule fille de Jean-Philippe de Saxe-Altenbourg.

## Biographie
On connait peu de choses à son sujet. Née Princesse Maria Dorothée de Saxe-Gotha, après la mort du cousin de sa mère en 1672, le duc Ernest hérite du duché de Saxe-Altenbourg, et assume ses armes et titres. Depuis, elle est nommée la Princesse Dorothée de marie de Saxe-Gotha-Altenbourg.
Dorothée-Marie est morte dans son pays natal, à Gotha, célibataire, âgée de vingt-huit ans. Elle est enterrée dans le château de Friedenstein à Gotha.